# Cucina ceca

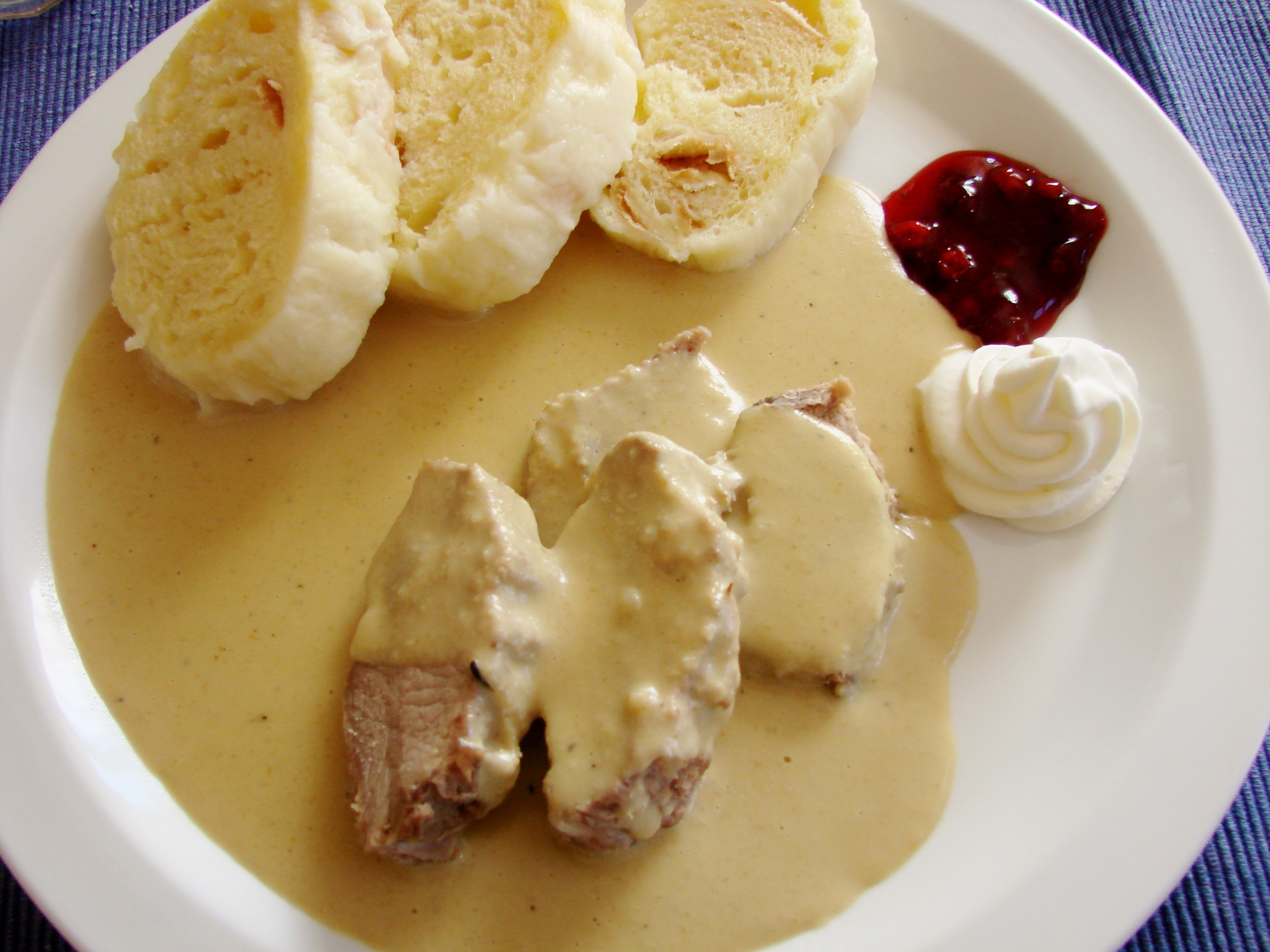
La svíčková na smetaně

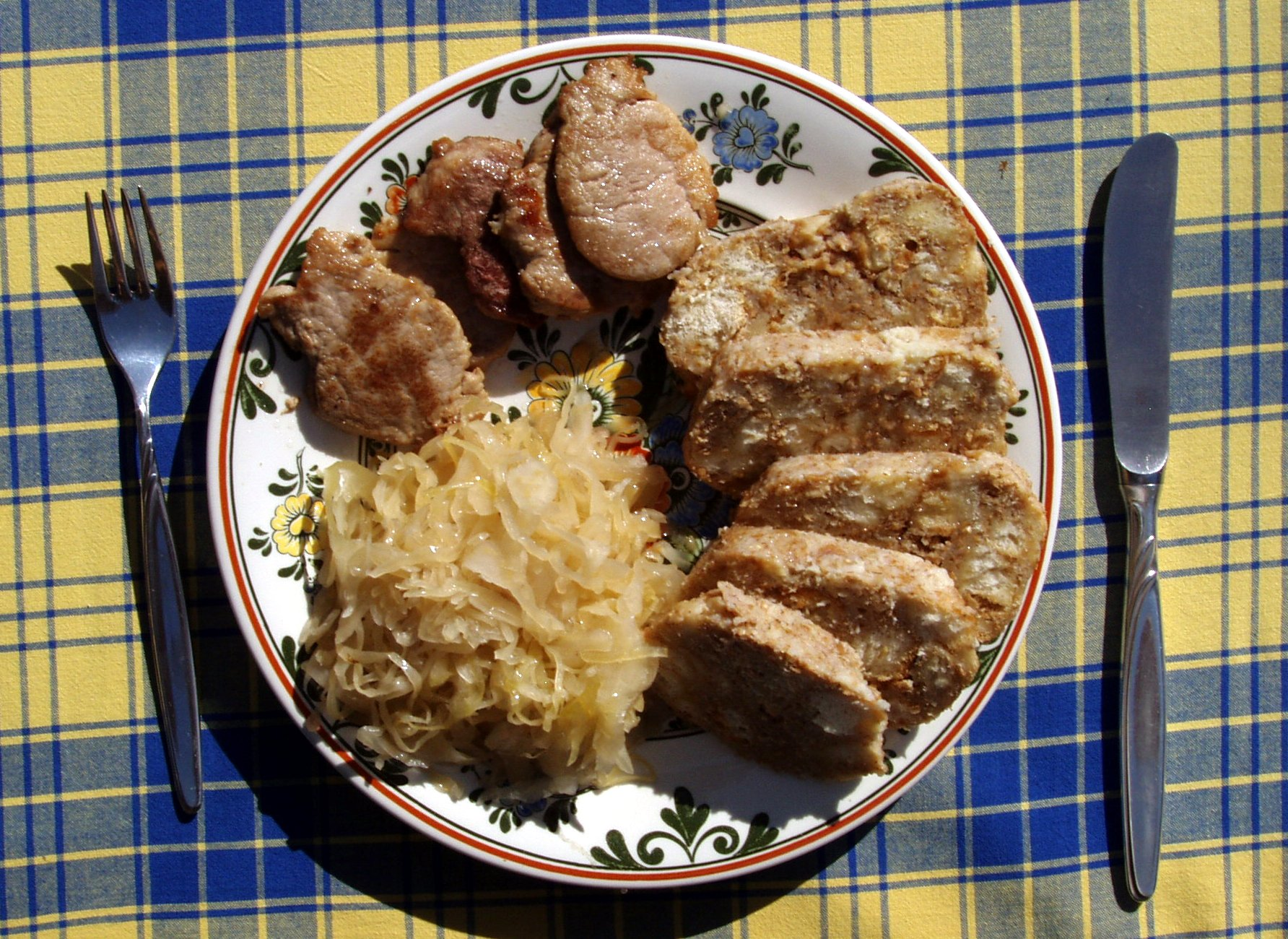
Il vepřo-knedlo-zelo

La cucina ceca (česká kuchyně) è l'espressione dell'arte culinaria sviluppata nella Repubblica Ceca. Questo tipo di cucina, in particolare quella regionale boema, è strettamente imparentata con quella della Germania meridionale e quella austriaca.
La cucina boema è stata molto influenzata dal microclima della regione: circondata da montagne, la Boemia produce una grande varietà di frutta, verdure, funghi, nonché cereali, alimenti la cui disponibilità, unita ad un allevamento particolarmente fiorente, si riflette nella grande ricchezza culinaria. 
Tra i piatti principali la fanno da padroni i piatti di carne, soprattutto di maiale e di agnello, mentre il pesce è meno usato. Il gusto dei piatti si distingue da quello tedesco per la maggiore presenza di sale e di aromi come l'aglio. Altri odori molto usati sono il cumino dei prati, la maggiorana, il pimento. Come contorno ai piatti di carne con salse vengono serviti i tipici knedliky (gnocchi di pane, simili ai canederli trentini), mentre gli arrosti prediligono condimenti a base di purè di patate. Anche contorni a base di pasta sono abbastanza usati, prevalentemente tagliatelle o pasta di forma quadrata (fleky).
Le insalate sono perlopiù di patate: si va dalle più semplici, condite solo con acqua ed aceto (a volte anche un po' zuccherata), a quelle più ricche, ossia le tipiche insalate di patate con maionese, uova sode, dadini di salumi, carote, cipolle e piselli. Una via di mezzo è quella condita con aceto, cipolle, pezzetti di mela e/o pancetta, ma le varianti regionali sono numerosissime.
Anche i dolci sono molto vari. Tra gli ingredienti più usati spiccano i semi di papavero e la mousse di prugne (powidl), mentre in alcune parti del paese crescono anche pesche ed albicocche che puntualmente vengono impiegate come ingredienti in diversi altri piatti.
Riguardo al pesce, è da ricordare la famosa carpa ceca, esportata anche all'estero. I cechi amano mangiarla solitamente alla vigilia di Natale, preferibilmente impanata.

## Bevande
La bevanda principale è la birra: famose in tutto il mondo sono la Budweiser Budvar, conosciuta anche come Czechvar, e la Pilsner Urquell; quest'ultima fu creata da Josef Groll, birraio bavarese, nel 1842.
Anche il vino è molto amato, e viene prodotto in queste regioni fin dall'antichità. Le zone a maggior vocazione sono quelle a nord di Praga e la Moravia del sud. Molto apprezzata è anche la Becherovka.

## Specialità tipiche
- Vepřo-knedlo-zelo, il piatto nazionale dei cechi. Le tre parole significano "(arrosto di) maiale, canederli, crauti". La carne viene aromatizzata con aglio ed insaporisce gli altri componenti del piatto, dove dominano i sapori della pancetta e del kümmel.
- Knedlíky, canederli boemi. Tra le tanti varianti di questo piatto, la più tipica è quella che prevede l'utilizzo di pane per la preparazione del suddetto tipo di gnocchi. Anche quelli preparati con farina, contengono cubetti di pane raffermo abbrustolito. L'impasto viene lavorato a mano a forma di pannelli allungati che vengono cotti in abbondante acqua bollente salata ed infine tagliati a fette.
- Škubánky, gnocchetti di patate e farina, serviti con papavero e zucchero a velo, dopo essere stati fatti saltare in padella.
- Švestkové knedlíky / meruňkové knedlíky, come i škubánky ma con ripieno rispettivamente di prugne o albicocche, saltati anch'essi in padella e serviti con papavero, zucchero a velo o burro bruno
- Trdlo (o trdelník oppure, in italiano manicotto di Boemia) cilindro di pasta dolce aromatizzato alla cannella e miele
- I Špekáčky sono un tipo di salsiccia, tradizionale anche della Slovacchia.
- Le Karlovarské oplatky sono cialde prodotte nella città termale di Karlovy Vary.
- La Vánočka è un pane tipico che tradizionalmente viene cotto nel periodo natalizio.
- La Svíčková piatto a base di manzo.